# Pico (by)
 For alternative betydninger, se Pico. (Se også artikler, som begynder med Pico)
Pico er en italiensk by (og kommune) i regionen Lazio i Italien, med omkring 2.634(2023) indbyggere.